# Capnioneura petricola
Capnioneura petricola is een steenvlieg uit de familie Capniidae. De wetenschappelijke naam van de soort is voor het eerst geldig gepubliceerd in 1967 door Giudicelli.